# Aguardiente de Rute

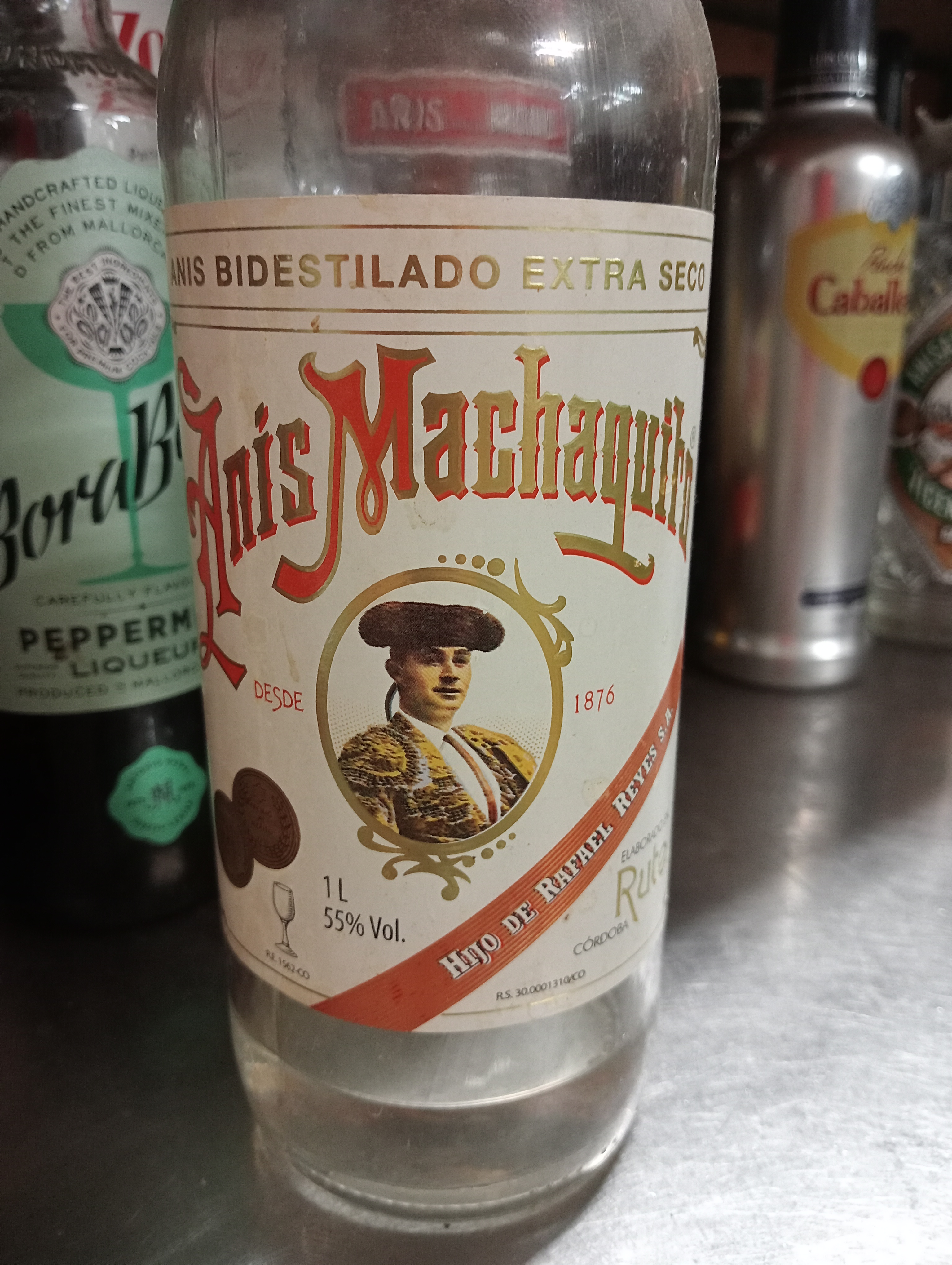
Botella de anís extra seco de Machaquito, emblema de los anisados de Rute.

El aguardiente anisado de Rute (comúnmente denominado también anís de Rute) es una bebida alcohólica muy arraigada en esta localidad cordobesa, que es, desde el siglo XVII, uno de los principales centros de producción a nivel español. 

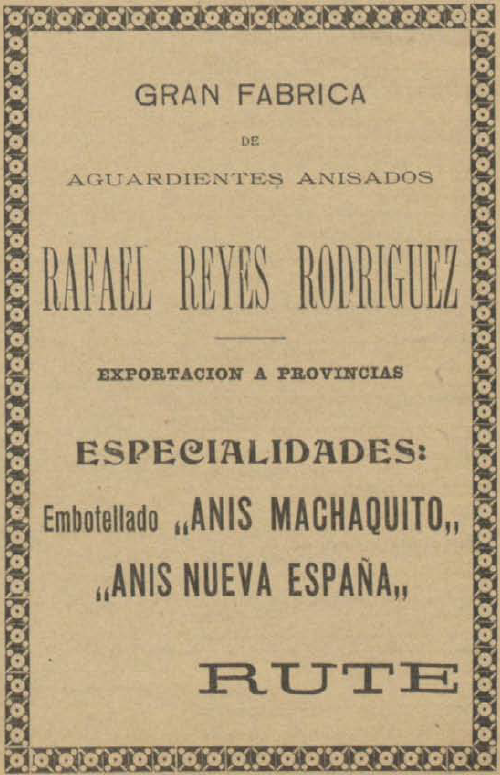
Anuncio en prensa de anís Machaquito (1904)

## Características
Se caracteriza por su elaboración aromatizada mediante semilla verde de anís (Pimpinella anisum), conocida como matalauva o matalahúga, procedente de los campos de la provincia de Málaga. La preparación se realiza mediante destilación hidroalcohólica en alambiques.
Este destilado de alta graduación (45°- 55°) procede de las destilerías artesanales ubicadas en el municipio de Rute. Existen varios procesos de destilación, para conseguir una mayor pureza del anís final, resultando en la característica distinción entre el anís extra seco, seco y dulce.

## Historia
El aguardiente anisado es una bebida conocida desde muy antiguo, cuya elaboración en Rute está documentada, por lo menos, desde 1630. A raíz del retroceso que la producción de vino sufrió en Rute durante los siglos XVIII y XIX, el anís experimentó un gran auge, llegando a contar a lo largo de su historia reciente con unas 120 destilerías. A principios del siglo XX, época dorada del anís ruteño, se calcula que llegó a haber en el pueblo más de 65 destilerías en funcionamiento al mismo tiempo.
Históricamente, las destilerías de anís se han situado en el Paseo del Fresno y sus alrededores, en el llamado "Barribarto" (Barrio Alto) de Rute, por la menor afectación de la producción industrial al estar ubicado en la zona más alta de la localidad, y por ser el barrio donde residían las familias de clase obrera, muchos de cuyos miembros se empleaban en las grandes fábricas de aguardiente.

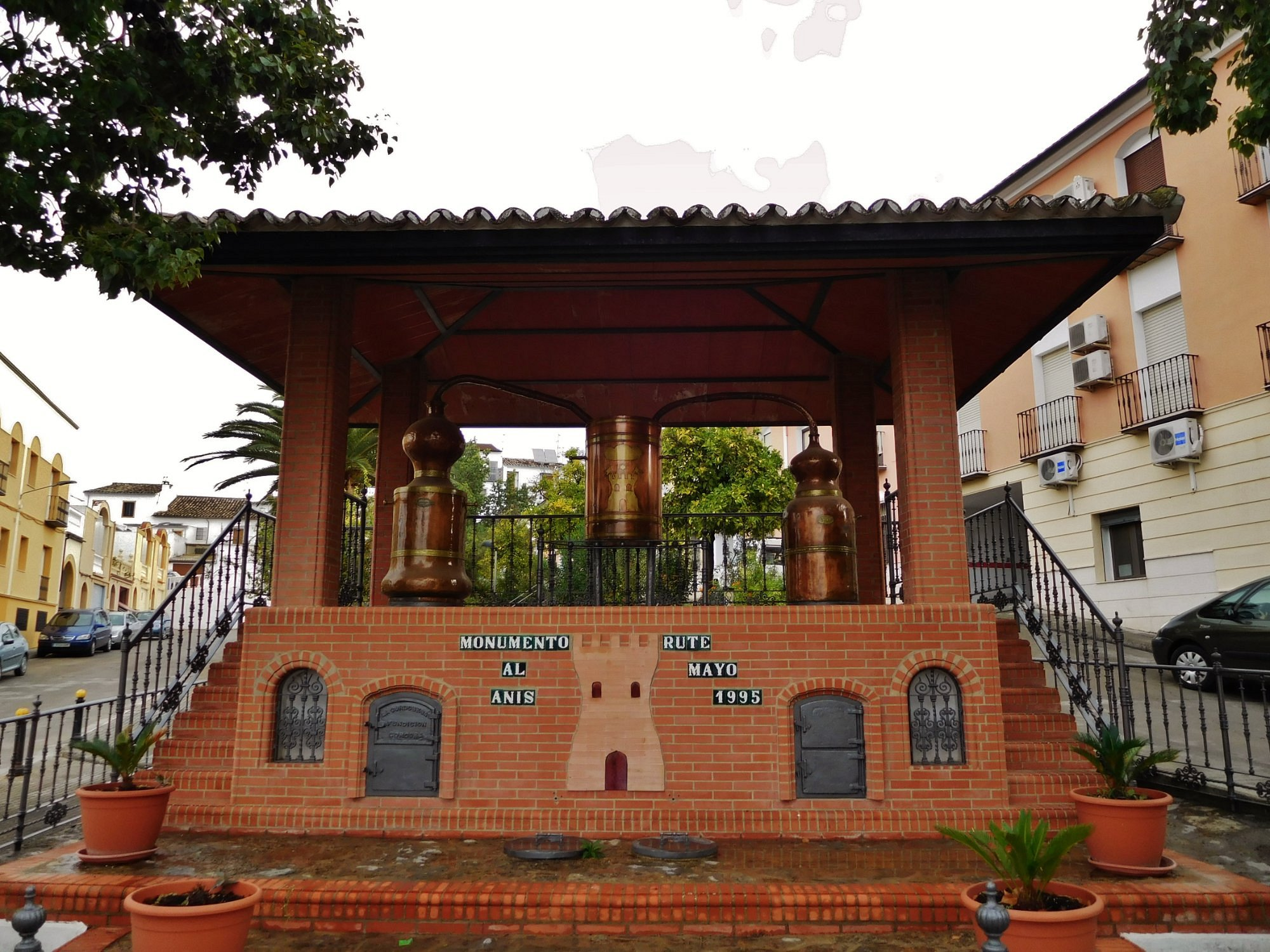
Monumento al anís erigido en Rute en 1995.

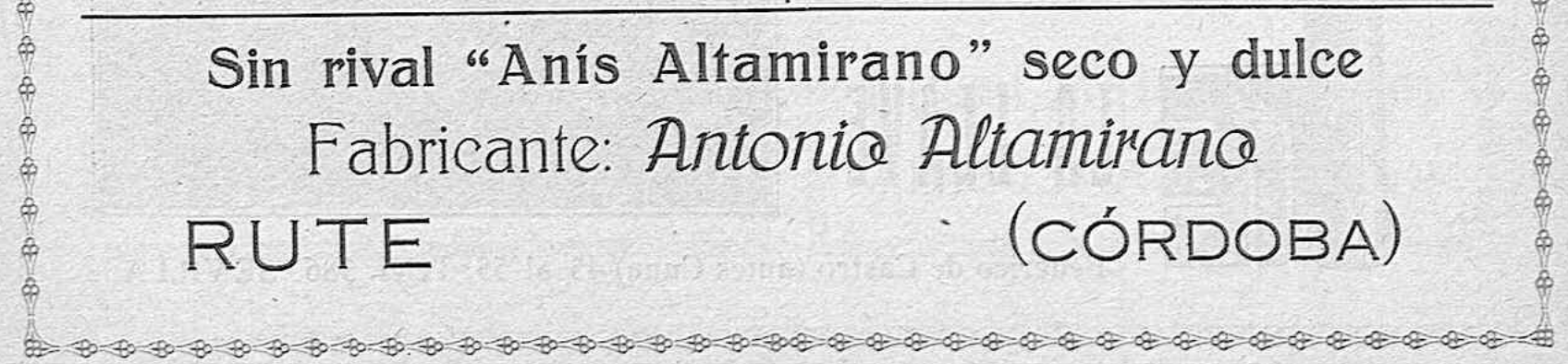
Anuncio en prensa de anís Altamirano (1925)

El cambio en los gustos del consumidor y una escasa promoción publicitaria del producto han reducido sensiblemente el consumo de anís. Hoy en día sigue habiendo en Rute cuatro destilerías de anís:  Machaquito (creada en 1876), Raza (1876), Altamirano (1909) y la Flor del Fresno. Una quinta, Duende (1908), si bien comercializa sus productos en Rute, produce su anís en Atarfe (Granada).
En reconocimiento a la importancia del anís en la historia de Rute, el Ayuntamiento, en colaboración con la Asociación de Fabricantes de Anisados y Licores de Rute, levantó un monumento al anís el 13 de mayo de 1995.

## Museos del anís
En la actualidad, Rute sigue contando con el Museo del Anís, propiedad de la destilería Duende (1908), donde se exponen más de 700 objetos relativos a la historia del aguardiente anisado. 
También se pueden realizar visitas en la destilería de Machaquito, donde se puede observar el proceso de elaboración, además de visitar una pequeña exposición de objetos vinculados al anís.
Entre 2015 y 2020, en Rute funcionaron los Museos del Aguardiente Anisado de Rute y España, gestionados por uno de los mayores coleccionistas del mundo del anís, productor además de "La Flor del Fresno". Contaba con una exposición permanente de 8.200 piezas referentes a unas 6.000 marcas de anís de Rute y del resto de España.  

## Véase también

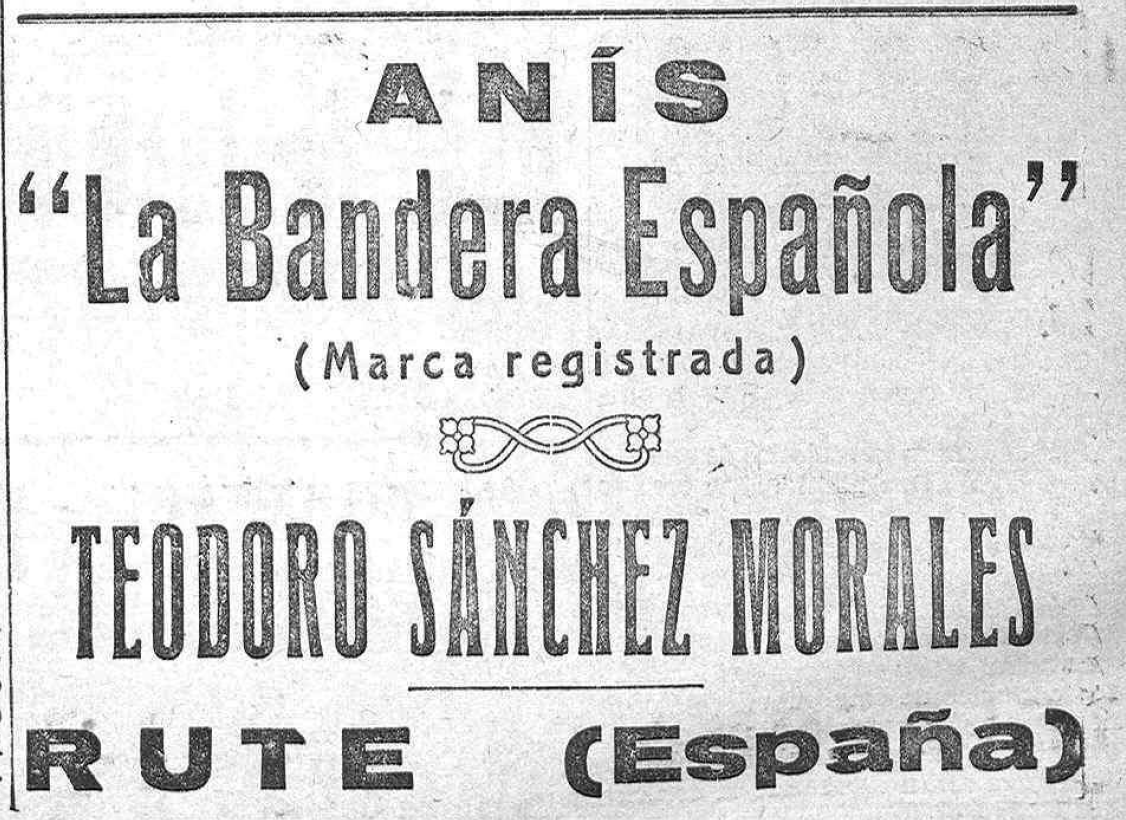
Anuncio en prensa del anís "La Bandera Española" (1934).